# 長崎県立壱岐商業高等学校
長崎県立壱岐商業高等学校（ながさきけんりつ いきしょうぎょうこうとうがっこう, 英: Nagasaki Prefectural Iki Commercial High School）は、長崎県壱岐市勝本町新城西触に所在する公立の商業高等学校。通称は「商高」（しょうこう）。

## 概要
設置学科・課程
全日制課程 2学科
- 商業科（2クラス、2年次より経理・ビジネスコースに分かれる。）
- 情報処理科

校訓
「知性・信義・勇気」
- 理想を高くし、深い知性をもとう
- 礼儀を正しくし、信義を厚くしよう
- 体位を向上し、勇気を養おう

スローガン
「本気で学んで 本気で鍛えて 夢実現」
校章
勝本高等学校・壱岐北高等学校時代
壱岐高等学校の校章と同様に、壱岐島の別名である「雪の島」にちなみ、雪の結晶をモチーフにした校章となっていた。壱岐高等学校のものとは雪の結晶のデザインが少し異なり、雪の結晶の上に「北」の文字を3個組み合わせてかたどった星を置き、その中にはしご高の「高」の文字（俗字体）を置いていた。
壱岐商業高等学校
現在の校章は、壱岐商業高等学校開校と同時に制定された。ギリシャ神話による商業の守護神ヘルメスが手にしていた杖に絡んだ二匹の蛇と平和のシンボルである鳩の羽ばたきを表し、中央には雪の結晶の絵を置き、はしご高の「高」の文字（俗字体）を配している。
校歌
作詞は吉田邦治、作曲は山口常光によるもの。作詞者、作曲者ともに長崎県立壱岐高等学校の校歌と同じで、当初壱岐北高等学校という校名であったため、歌詞内に「壱岐北」があったが、壱岐商業高等学校へ改称する際に、「壱岐商」と置き換えられた。3番まであり、それぞれ「壱岐商高校力あれ」「壱岐商高校誉あれ」「壱岐商高校栄あれ」で終わる。なお、校歌と第一応援歌の歌詞は、東京雪州会（壱岐人会）のウェブサイトで閲覧できる。
制服
紺色のブレザー型。男子はネクタイ・ズボン、女子はリボン・スカートまたはズボン。

## 沿革
- 1949年（昭和24年）- この年を基準に創立年数が数えられている。
  - 5月11日 - 「長崎県立壱岐高等学校勝本分校」（定時制 普通課程1学級、家庭課程1学級）が開校。勝本町立霞翠小学校（かすい）内に仮校舎を設置。
  - 12月 - 田河町立芦辺小学校内に「長崎県立壱岐高等学校田河分校」（定時制）が開校。
- 1950年（昭和25年）11月 - 第一応援歌[6]を制定。作詞は広田穣之助、作曲は横山夏子[7]による。
- 1951年（昭和26年）
  - 4月 - 入学生が少なかったため、田河分校を二年制課程とする。
  - 9月14日 - 勝本分校の新校舎が旧・新城尋常高等小学校跡地（現在地）に完成し、霞翠小学校より移転。

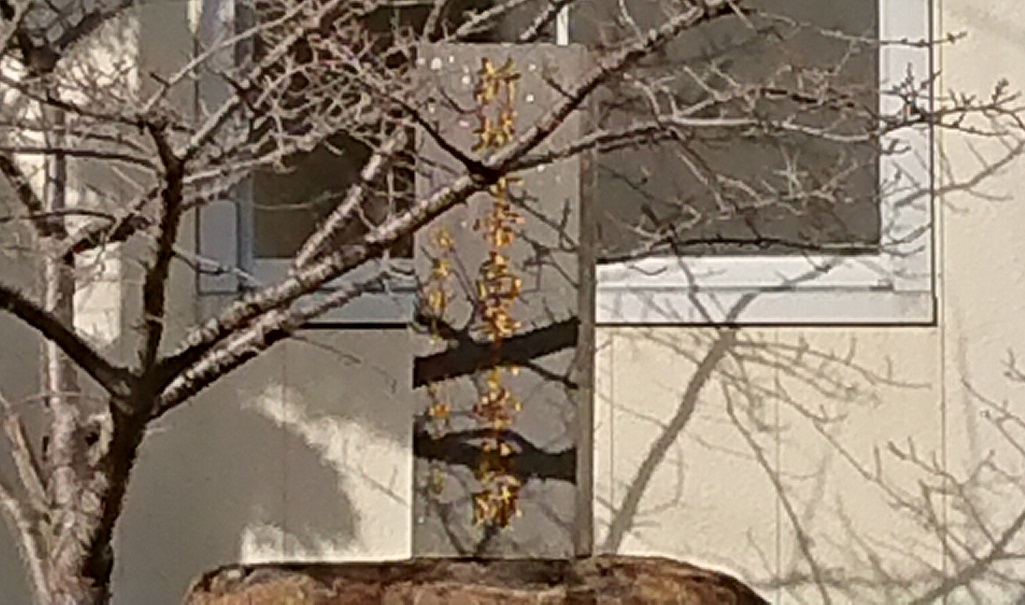
長崎県立壱岐商業高等学校内にある
新城尋常高等小学校跡を表す碑

- 1954年（昭和29年）4月 - 田河分校から勝本分校第3学年に12名が編入。
- 1955年（昭和30年）4月 - 田河分校から勝本分校第3学年に18名が編入。
- 1956年（昭和31年） 
  - 4月1日 - 勝本分校と田河分校が統合され、「長崎県立勝本高等学校」（定時制課程 普通科1学級、家庭科1学級）として分離・独立。
  - 7月1日 - 「長崎県立壱岐北高等学校」に改称。（略称 北高（きたこう））
- 1957年（昭和32年）9月1日 - 校歌制定。
- 1959年（昭和34年）
  - 4月1日 - 「長崎県立壱岐商業高等学校」（現校名）に校名変更。全日制に切り替え、商業科2学級を設置。壱岐北高等学校の募集を停止。
  - 6月24日 - 校名変更に伴い、校歌の歌詞「壱岐北」が「壱岐商」になる。
- 1960年（昭和35年）
  - 1月4日 - 同窓会が発足。
  - 3月31日 - 壱岐北高等学校が閉校。
  - 4月1日 - 定時制課程普通科と家庭科を併設。旧・壱岐北高等学校の普通科・家庭科の3・4年生を収容。
- 1962年（昭和37年）
  - 3月31日 - 最後の卒業生を送り出し、定時制課程を廃止。
  - 7月10日 - 鉄骨平屋建て体育館が完成。壱岐島初の体育館として壱岐交通バスの観光コースにもなっていた。
- 1963年（昭和38年）
  - 6月13日 - 鉄筋コンクリート2階建て管理棟が完成。
  - この年、壱岐公立老人ホーム開設に伴い、勝本町養老院（仲触）が廃止。勝本町との協議により、廃止された養老院の施設を壱岐商業高等学校「自彊寮」として使用開始[8]。
- 1964年（昭和39年）12月10日 - 同窓会からの寄贈で、校旗を制定。
- 1966年（昭和41年）3月20日 - 運動場拡張工事が完了。
- 1973年（昭和48年）～ 1975年（昭和50年） - 鉄筋コンクリートの校舎等が完成。
- 1975年（昭和50年）4月1日 - 女子の制服をセーラー服からブレザーに改定。
- 1976年（昭和51年）4月1日 - 軟式野球部を硬式野球部に変更。
- 1978年（昭和53年）
  - 1月 - 体育館（現・第二体育館）横に「新城尋常高等小学校跡の碑」が新城小学校卒業生有志により建立。
  - 2月17日 - 新体育館が完成。旧体育館を第二体育館とする。
  - 4月1日 - 普通科を設置。定員2学級80名で募集を行ったが、定員を下回り、1学級編成となる。
- 1979年（昭和54年）
  - 1月30日 - 普通科の募集停止が決定。普通科は1978年（昭和53年）4月入学生のみとし、商業科を1学級増設。
  - 11月22日 - 創立30周年記念式典を挙行。
- 1981年（昭和56年）3月31日 - 普通科を廃止。
- 1986年（昭和61年）4月1日 - 制服を改定し、男女とも濃紺色のブレザー・ネクタイとなる。
- 1987年（昭和62年）
  - 4月1日 - 第2学年から、商業科の中に情報処理コースを編成。（現・情報処理科の前身）
  - 7月2日 - 初の海外修学旅行を実施。目的地は大韓民国で、1991年（平成3年）までの5回連続で行われた。
- 1989年（平成元年）
  - 創立40周年記念式典を挙行。
  - 12月24日 - 陸上部が第1回高校女子駅伝競走大会出場。
- 1990年（平成2年）4月1日 - 情報処理科を設置。
- 1990年（平成2年）～1992年（平成4年） - 陸上部が高校女子駅伝競走大会連続出場。
- 1991年（平成3年）3月31日 - 商業科情報処理コースを廃止。
- 1999年（平成11年）
  - 4月1日 - 制服を改定。男子ズボン・女子スカートをチェック柄に、女子はネクタイの代わりにリボンを着用。
  - 11月5日 - 創立50周年記念式典を挙行。
- 2007年（平成19年）- 校舎の耐震補強工事が完了。[9]
- 2009年（平成21年）10月24日- 創立60周年を迎えた。
- 2019年（令和元年）11月23日- 創立70周年を迎えた。

## 学校行事
1学期
- 4月 - 入学式、新入生研修、歓迎遠足
- 5月 - 中間考査、生徒総会
- 6月 - 高総体
- 7月 - 期末考査、クラスマッチ
- 8月 - 平和学習

2学期
- 9月 - 新入生研修、体育祭
- 10月 - 中間考査、文化祭
- 11月 - 高総体（駅伝）、人生の達人セミナー、期末考査
- 12月 - ウィンターコンサート

3学期
- 1月 - 新入生研修
- 2月 - 耐寒競歩大会(現：マラソン大会）、学年末考査、修学旅行（2年生）
- 3月 - 卒業式、クラスマッチ

## 部活動
壱州荒海太鼓部という地域芸能を伝える、日本唯一の部活が正式部活として存在する。元々は創立50周年イベントで当時の3年生が催したものが起源である。3年生が卒業後これを学校の伝統として残そうと、下級生が立ち上がり同好会が設立し、学校に活動が認められ正式部活となった。珍しい部活のため、県から特別に補助金が出ている。
体育部
- 柔道部
- ソフトボール部
- 卓球部
- 野球部
- ソフトテニス部（男・女）
- バレーボール部（男・女）
- 陸上部
- バスケットボール部（女）

文化部
- 報道部
- 吹奏楽部
- 情報メディア部
- 壱州荒海太鼓

## モデルとなった作品
陸上漫画『奈緒子』の主人公壱岐雄介やヒロイン篠宮奈緒子の通う長崎県立波切島高等学校は、壱岐商業高校をモデルとしていて、校舎などの設備は全てそのまま漫画内で描かれている。過去に京都市で行われた高校女子駅伝競走大会に4年連続で出場したことも影響していると思われる。現在、図書室には漫画であるにもかかわらず、『奈緒子』および続編の『奈緒子 新たなる疾風』が全巻置かれている。

## 周辺
- 中津神社
- 新城神社
- 文永の役古戦場
- 金蔵寺
- 壱岐市立霞翠小学校
- 勝本ダム
- 壱岐カントリークラブ

## アクセス
- 壱岐交通「商高前」、「新城」、「鎌田」バス停
- 長崎県道23号勝本石田線（長崎県の県道一覧）
- 国道382号